# Хок Сочетра
Хок Сочетра (кхмер. ហុក សុចិត្រា, нар. 27 липня 1974, Пномпень) — камбоджійський футболіст, який грав на позиції нападника. Відомий за виступами в низці камбоджійських клубів та національній збірній Камбоджі. Після закінчення виступів на футбольних полях — камбоджійський футбольний тренер, нетривалий час очолював національну збірну країни.

## Клубна кар'єра
Хок Сочетра народився у Пномпені, та розпочав виступи на футбольних полях у 1995 році. У 1997—1998 роках грав у складі клубу «Боді Гард Клаб». Тривалий час, у 2002—2007 роках, грав у складі клубу «Пномпень Краун», який у той час носив назви «Самарт Юнайтед», «Хелло Юнайтед» і «Пномпень Емпайр». У 2008—2011 роках футболіст грав у складі клубу «Преах Кхан Річ», після чого завершив виступи на футбольних полях.

## Виступи за збірну
У 1995 році Хок Сочетра дебютував у складі національної збірної Камбоджі. У складі збірної брав участь у відбіркових турнірах до чемпіонатів світу 1998 та 2002 року, а також у футбольному турнірі Ігор Південно-Східної Азії. У 1998 році футболіст брав участь у футбольному турнірі Азійських ігор. У складі збірної грав до 2003 року, загалом провів у її складі 26 матчів, у яких відзначився 20 забитими м'ячами.

## Тренерська кар'єра
У 2012 році Хок Сочетра очолив клуб «Пост Тел Клаб» У 2012 році колишній футболіст нетривалий час очолював національну збірну Камбоджі, проте після невдалого виступу в кваліфікації чемпіонату АСЕАН він пішов у відставку. З 2013 року Хок Сочетра очолює клуб «Вісакха».